# Међуљићи
Међуљићи су насељено мјесто у општини Гацко, Република Српска, БиХ. Према попису становништва из 1991. у насељу је живјело 66 становника.

## Становништво
| Националност | 1991.     |
| Муслимани    | 66 (100%) |
| Укупно       |           |

| Демографија | Демографија | Демографија |
| Година      | Становника  | Становника  |
| ----------- | ----------- | ----------- |
| 1961.       | 112         |             |
| 1971.       | 93          |             |
| 1981.       | 87          |             |
| 1991.       | 66          |             |